# Sentinel-3
Sentinel-3 es una constelación de satélites de observación terrestre desarrollada por la Agencia Espacial Europea como parte del Programa Copérnico. A partir de 2019, consta de 2 satélites: Sentinel-3A y Sentinel-3B. Dos satélites más, Sentinel-3C y Sentinel-3D, están en futuro desarrollo. 
El Programa Copérnico, anteriormente Global Monitoring for Environment and Security, es el programa europeo para establecer una capacidad europea para la observación de la Tierra diseñada para proporcionar a los responsables políticos europeos y a las autoridades públicas información precisa y oportuna para gestionar mejor el medio ambiente, y para comprender y mitigar los efectos de cambio climático

## Visión general
El 14 de abril de 2008, la Agencia Espacial Europea y Thales Alenia Space firmaron un contrato de €305 millones para construir el primer GMES Sentinel-3 en su Centro Espacial Cannes Mandelieu. Bruno Berruti dirigió el equipo responsable de entregar los satélites Copernicus Sentinel-3 desde el tablero de dibujo a la órbita. La plataforma satelital se entregó a Francia para su integración final en 2013. Los sistemas de comunicaciones fueron completados por Thales Alenia Space España a principios de 2014.
Posteriormente, el Sentinel-3A se lanzó el 16 de febrero de 2016 en un vehículo Rokot desde el cosmódromo de Plesetsk, ubicado cerca de Arcángel, Rusia. Este primer lanzamiento fue seguido por el lanzamiento de Sentinel-3B el 25 de abril de 2018, también a bordo de un Rokot.
El objetivo principal de la misión Sentinel-3 es medir la topografía de la superficie del mar, la temperatura de la superficie del mar y de la tierra y el color de la superficie del océano y la tierra con precisión en apoyo de los sistemas de pronóstico del océano y para el monitoreo ambiental y climático. Sentinel-3 se basa directamente en el patrimonio pionero de los satélites ERS-2 y Envisat. Se proporcionarán datos casi en tiempo real para el pronóstico del océano, la cartografía del hielo marino y los servicios de seguridad marítima sobre el estado de la superficie del océano, incluida la temperatura de la superficie, los ecosistemas marinos, la calidad del agua y el monitoreo de la contaminación.  
Un par de satélites Sentinel-3 permitirán un breve tiempo de revisión de menos de dos días para el instrumento OLCI y menos de un día para SLSTR en el ecuador. Esto se logrará utilizando los satélites Sentinel-3A y Sentinel-3B en conjunto. La órbita del satélite proporciona una repetición de 27 días para el paquete de topografía, con un subciclo de 4 días.

## Objetivos
Los objetivos de la misión son:
- Mida la topografía de la superficie del mar, la altura de la superficie del mar y la altura significativa de las olas
- Medir la temperatura del océano y la superficie terrestre
- Medir el color del océano y la superficie terrestre
- Monitorear la topografía del hielo marino y terrestre
- Monitoreo de la calidad del agua de mar y la contaminación.
- Monitoreo de aguas continentales, incluidos ríos y lagos
- Ayuda a pronosticar el clima marino con los datos adquiridos
- Monitoreo y modelado del clima
- Monitoreo de cambio de uso del suelo
- Mapeo de la cubierta forestal
- Detección de fuego
- Predicción del tiempo
- Medición de la radiación térmica de la Tierra para aplicaciones atmosféricas.

## Características de la misión
- Rol: Satélite de observación de la Tierra
- Lanzamiento masivo: Aprox. 1150 kilogramos (2535,3 lb)
- Órbita: sincrónica al sol
- Altitud: 814 kilómetros (505,8 mi)
- Inclinación: 98.6°
- Hora local del nodo descendente: 10:00 a. m.
- Ciclo de la órbita: ~100 minutos
- Duración prevista: 7,5 años.

## Instrumentos
Sentinel-3 hará uso de múltiples instrumentos de detección:
- El SLSTR (Radiómetro de temperatura de la superficie del mar y de la tierra) determinará las temperaturas globales de la superficie del mar con una precisión mejor que 0.3 K (0.3 °C; 0.5 °F). Mide en nueve canales espectrales y dos bandas adicionales optimizadas para el monitoreo de incendios. Las primeras seis bandas espectrales cubren el espectro visible e infrarrojo cercano, así como el espectro infrarrojo de onda corta (SWIR); VNIR para las bandas 1 a 3 y SWIR para las bandas 4 a 6.[11] Estas 6 bandas tienen una resolución espacial de 500 metros (1640,4 pies), mientras que las bandas 7 a 9, así como las dos bandas adicionales tienen una resolución espacial de 1 kilómetro (0,6 mi).
- OLCI (Ocean and Land Color Instrument) es un espectrómetro de imágenes de resolución media que utiliza cinco cámaras para proporcionar un amplio campo de visión. El OLCI es un escáner de largo recorrido, lo que significa que la matriz de sensores está dispuesta perpendicular a la ruta de vuelo.[12] Este método esencialmente elimina la distorsión de la escala cerca del borde de una imagen que es común con los escáneres de riel. OLCI tiene 21 bandas espectrales con longitudes de onda que van desde la óptica hasta el infrarrojo cercano.[13] Las bandas varían en ancho desde 400 nm a 1020 nm, y servir a una variedad de propósitos diferentes, incluida la medición del vapor de agua de absorción, de aerosol niveles, y clorofila absorción. SLSTR y OLCI son instrumentos ópticos con una superposición de su trayectoria de franja, lo que permite nuevas aplicaciones combinadas. Este es actualmente el único sensor en el espacio capaz de detectar cianobacterias.
- SRAL (SAR Altímetro) es el principal instrumento topográfico para proporcionar mediciones topográficas precisas sobre hielo marino, capas de hielo, ríos y lagos. Se utiliza de doble frecuencia K u y banda C y es apoyado por un radiómetro de microondas para la corrección atmosférica y un receptor DORIS para el posicionamiento órbita.
- DORIS (Doppler Orbitography and Radiopositioning Integrated by Satellite) es un receptor para posicionamiento en órbita.
- MWR (Radiómetro de microondas) medirá el vapor de agua y el contenido de agua de la nube y la radiación térmica emitida por la Tierra. El sensor MWR tiene una precisión radiométrica de 3.0 K (3.0 °C; 5.4 °F).[14]
- LRR (Laser Retroreflector) se utilizará para localizar con precisión el satélite en órbita utilizando un sistema de medición por láser. Cuando se usan en combinación con SRAL, DORIS, MWR, adquirirán mediciones topográficas detalladas del océano y el agua terrestre.
- GNSS (Global Navigation Satellite System) proporcionará una determinación precisa de la órbita y puede rastrear múltiples satélites simultáneamente.

## Operación satelital y flujo de datos
Sentinel-3 es operado por el Centro Europeo de Operaciones Espaciales (ESA) y Eumetsat. Las operaciones en órbita para Sentinel-3 son coordinadas por Eumetsat en Darmstadt, Alemania. Esto incluye monitorear la salud del satélite y los instrumentos, y coordina la telemetría y los comandos de limpieza en el centro principal de control de vuelo en Darmstadt, Alemania. Esa mantiene un centro de control de vuelo de respaldo en una estación terrestre en Kiruna, Suecia. Además, la ESA opera una estación central de banda x en Svalbard, Noruega. Esta estación es responsable de recibir los datos recopilados por Sentinel-3. Luego, el segmento de tierra colaborativo de Sentinel analiza los datos y los compila en el componente espacial de Copérnico (CSC). El CSC es un programa de observación de la tierra dirigido por la ESA con el objetivo de proporcionar un monitoreo continuo de la tierra de alta calidad.

## Aplicaciones
Las aplicaciones de Sentinel-3 son diversas. El uso de la colección de sensores a bordo del Sentinel-3 es capaz de detectar la temperatura del océano y la tierra y el cambio de color. El instrumento Ocean and Land Color Instrument (OLCI) tiene un 300 metros (984,3 pies) resolución con 21 bandas distintas que permiten una cobertura global en menos de cuatro días. Las investigaciones pueden utilizar este sensor para realizar investigaciones sobre la calidad del agua y el monitoreo de la tierra. El satélite también tiene la capacidad de controlar la temperatura del mar, la tierra y el hielo a través del Radiómetro de temperatura de la superficie del mar y la tierra (SLSTR). Sentinel-3 también tenía la capacidad de detectar cambios en la altura de la superficie del mar y el hielo marino utilizando el altímetro de radar de apertura sintética y el radiómetro de microondas, dos de los sensores más complejos del satélite.  
Las observaciones adquiridas por la misión se utilizarán junto con otras misiones de observación del océano para contribuir al Sistema Mundial de Observación del Océano (GOOS), que tiene como objetivo crear un sistema permanente de observación del océano.
- Color del océano y datos de reflectancia de la tierra
- Temperatura de la superficie del mar, tierra y hielo
- Monitoreo activo de incendios y áreas quemadas
- Datos de topografía de la superficie del mar.

## Galería

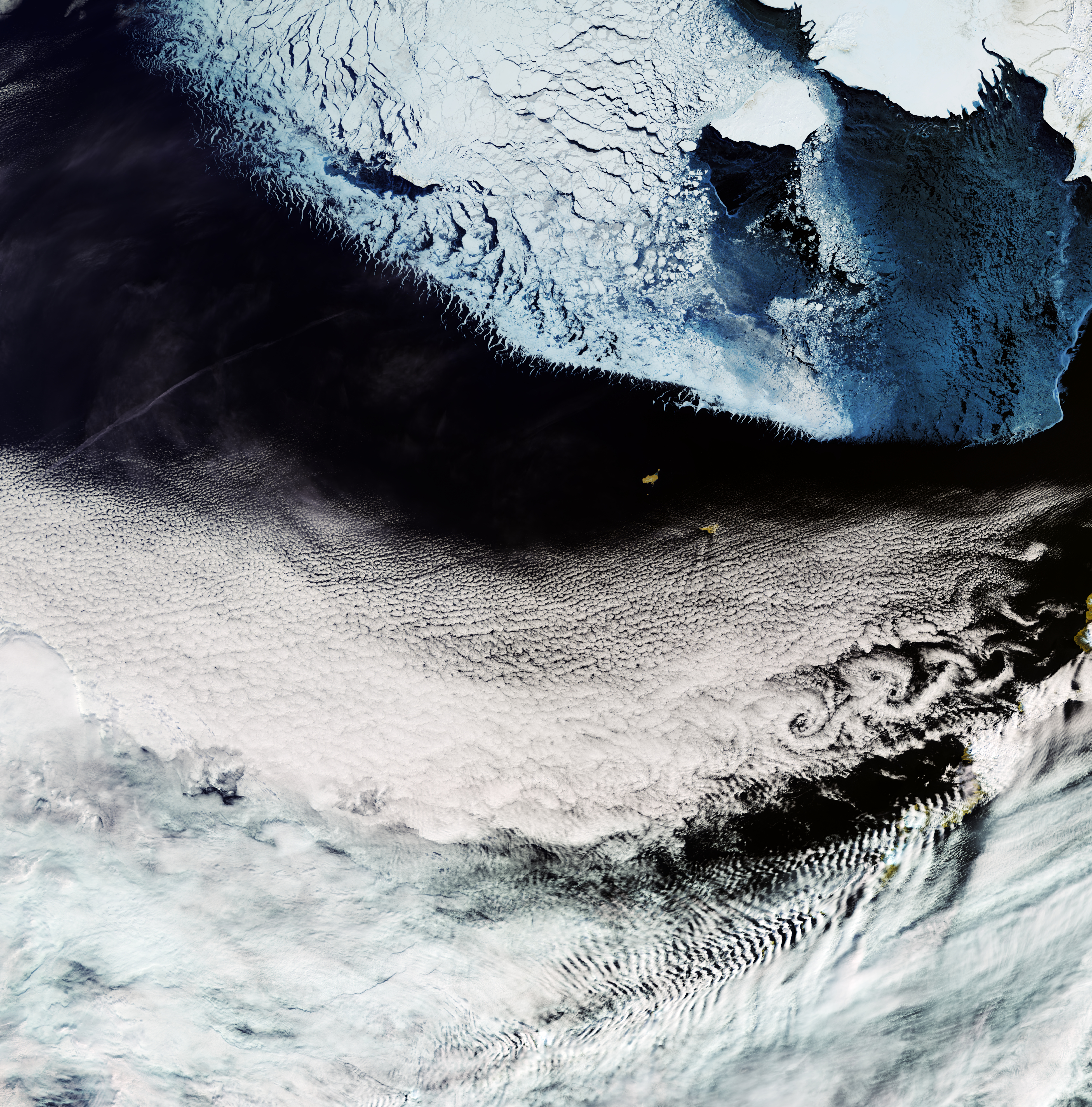
Mar de bering
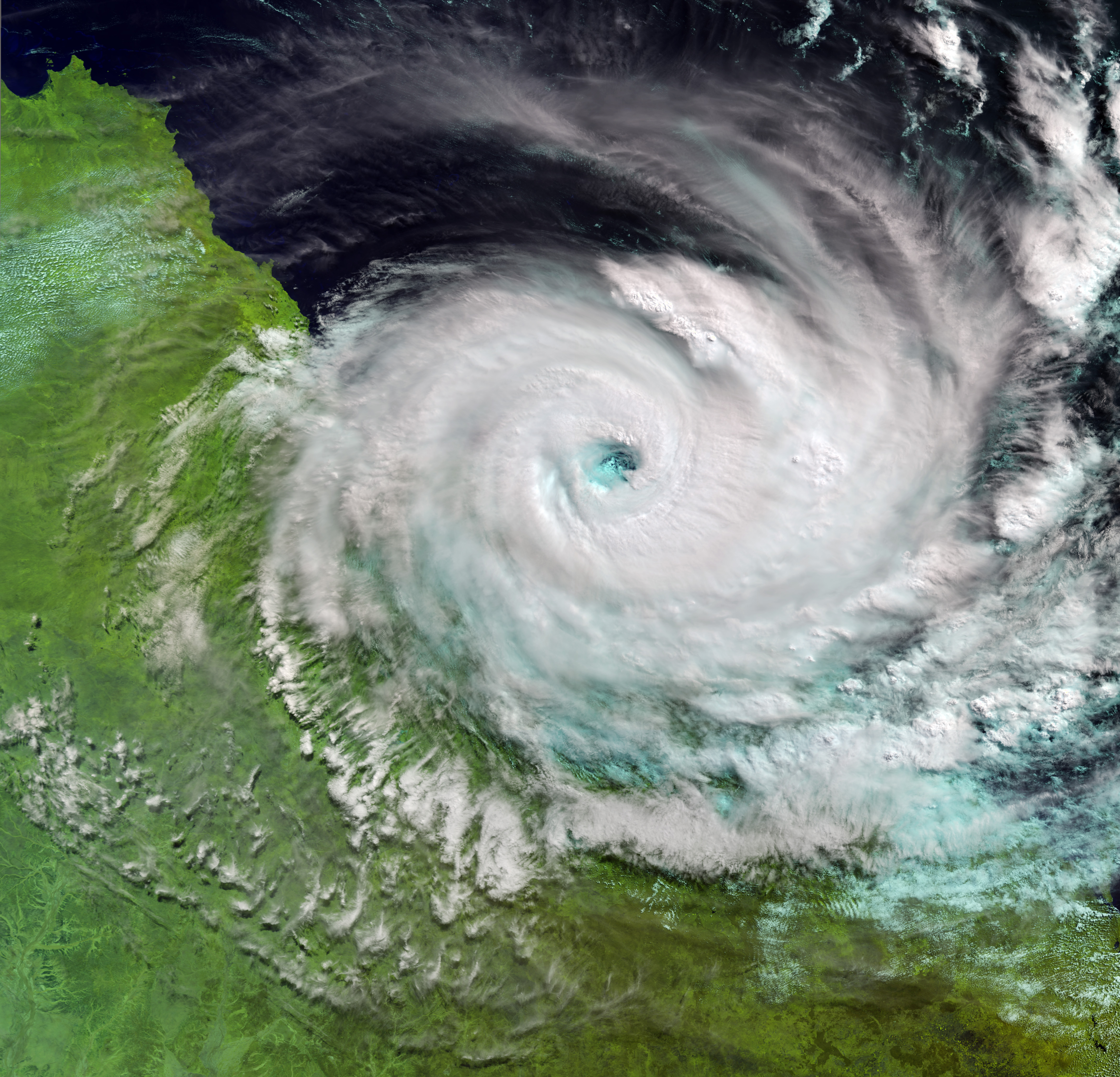
Ciclón Debbie
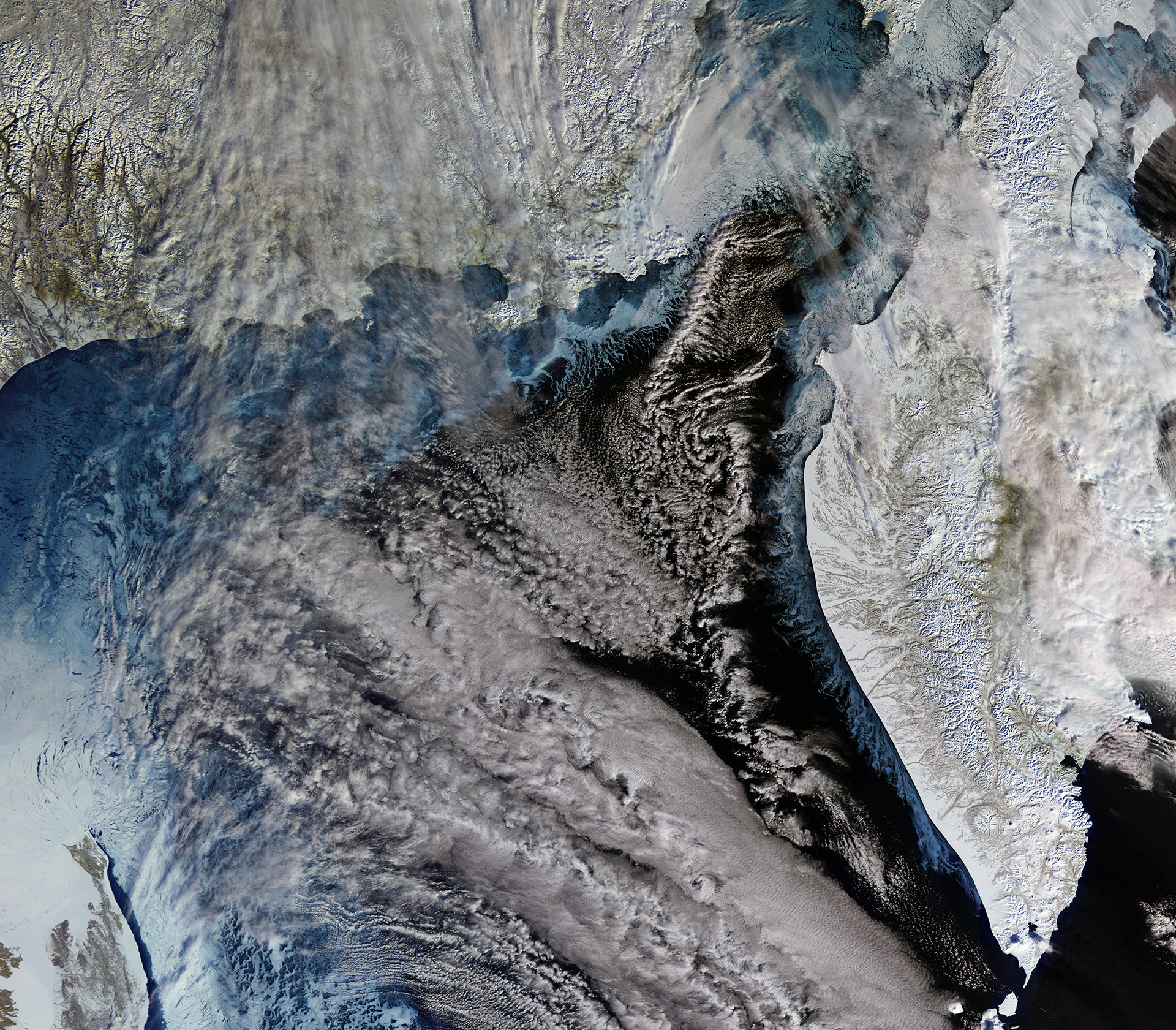
Kamchatka, Rusia
Reino Unido